# PPAP
«PPAP (Pen-Pineapple-Apple-Pen)» (яп. ペンパイナッポーアッポーペン, Penpainappōappōpen)(з англ. — «Ручка-ананас-яблуко-ручка»; абр. PPAP вимовляється ПіПіЕйПі) — пісня японського комедіанта Пікотаро Piko Tarō (яп. ピコ太郎), відомого також як Даймао Косака Kosaka Daimaō (яп. 古坂大魔王); реальне ім'я Кадзухіто Косака Kosaka Kazuhito (яп. 古坂和仁). Пісня вийшла 7 жовтня 2016 року на лейблі Avex Creative Music і стала вірусним хітом у світових чартах. Виконана у стилі Gangnam Style. Пісня набрала більше 450 млн переглядів на YouTube.

## Історія
У ЗМІ сингл називали новим Gangnam Style'ом.
Кліп вийшов 25 серпня 2016 року. Співак Джастін Бібер поділився ним у своєму твіттері, назвавши ролик своїм улюбленим відео в інтернеті. Також на самому каналі Piko Taro  є більш довга версія вже на 159 секунд.
Пісня отримала безліч пародій і реміксів від різних виконавців. Одним з найпопулярніших став ремікс у виконанні Рюка, персонажа аніме Зошит смерті. 26 вересня Piko Taro випустив відео про те як треба танцювати і жестикулювати під його нову пісню.
На запис співак витратив всього 100 тис. японських єн (близько $1000).
Пісня дебютувала в американському хіт-параді Billboard Hot 100 на позиції № 77 і стала найкоротшою в історії чарту (45 секунд). Попередній рекорд належав пісні «Little Boxes» у виконанні американської фолк-групи The Womenfolk, яка посіла 83-е місце в 1964 році і мала тривалість 72 секунди.
Пісня занесена в Книгу рекордів Гіннеса.
4 листопада 2016 року в Токіо відкрили кафе Pen-Pineapple-Apple-Pen, де подають страви, до складу яких входять ананаси і яблука, і бургери під назвою PPAPan.

## Текст пісні
PPAP.
I have a pen, 
I have an apple, 
Uh, apple pen! 
I have a pen, 
I have pineapple, 
Uh, pineapple pen! 
Apple-pen, 
Pineapple-pen, 
Uh, pen-pineapple-apple-pen! 
Pen-pineapple-apple-pen!

Приблизний переклад з англійської:
PPAP (ПіПіЕйПі).
У мене є ручка, 
у мене є яблуко 
О! Яблучна ручка!  
У мене є ручка, 
у мене є ананас 
О! Ананасова ручка!  
Яблучна ручка, ананасна ручка. О!  
Ручка-Ананас-Яблуко-Ручка!  
Ручка-Ананас-Яблуко-Ручка!  

## Позиції в чартах

### Щотижневі чарти
| Чарт (2016)                                       | Вища позиція |
| ------------------------------------------------- | ------------ |
| Японія (Japan Hot 100)                            | 1            |
| Азія (Asia Pop 40)                                | 19           |
| Канада (Canadian Hot 100)                         | 39           |
| South Korean Digital Songs (Закордонні) (Gaon)    | 22           |
| США Billboard Hot 100                             | 77           |
| США Billboard Bubbling Under Hot 100              | 2            |
| США Billboard Dance/Electronic Digital Song Sales | 37           |